# Finnische Fußballmeisterschaft 1919
Die finnische Fußballmeisterschaft 1919 war die elfte Saison der höchsten finnischen Spielklasse im Herrenfußball.
Titelverteidiger HJK Helsinki gewann zum dritten Mal in Folge die Meisterschaft.

## Endrunde

### Halbfinale
|              | Ergebnis |                 |
| ------------ | -------- | --------------- |
| HJK Helsinki | 1:1      | Helsingfors IFK |
| Åbo IFK      | 1:2      | Viipurin Reipas |

|              | Ergebnis |                 |
| ------------ | -------- | --------------- |
| HJK Helsinki | 2:1      | Helsingfors IFK |

### Finale
|              | Ergebnis |                 |
| ------------ | -------- | --------------- |
| HJK Helsinki | 1:0      | Viipurin Reipas |